# Hiromi Kojima
Hiromi Kojima (小島 宏美, Kojima Hiromi) est un footballeur japonais né le 12 décembre 1977 dans la préfecture de Fukuoka au Japon.